# National Bank Act
The National Banking Acts 1863 och 1864 var två amerikanska federala lagar som stiftades av USA:s kongress, med syftet att etablera ett nationellt banksystem. Lagarna uppmuntrade också utvecklingen av en nationell valuta som var kontrollerad på federal nivå. Delstaterna fick betalt med innehav av amerikanska statspapper och man valde att starta Office of the Comptroller of the Currency, som blev en del av USA:s finansdepartement, för att kontrollera och reglera det inhemska bankväsendet.